# Elbert S. Martin
Elbert Sevier Martin (* um 1829 bei Jonesville, Lee County, Virginia; † 3. September 1876 in Dallas, Texas) war ein US-amerikanischer Politiker. Zwischen 1859 und 1861 vertrat er den Bundesstaat Virginia im US-Repräsentantenhaus.

## Werdegang
Elbert Martin war der jüngere Bruder des Kongressabgeordneten John Preston Martin (1811–1862) aus Kentucky. Er besuchte die öffentlichen Schulen seiner Heimat sowie das Emory and Henry College, das er im Jahr 1848 absolvierte. In den folgenden Jahren arbeitete Martin in Jonesville im Handel. Bei den Kongresswahlen des Jahres 1858 wurde er im 13. Wahlbezirk von Virginia in das US-Repräsentantenhaus in Washington, D.C. gewählt, wo er am 4. März 1859 als unabhängiger Demokrat die Nachfolge von George Washington Hopkins antrat. Da er im Jahr 1860 nicht bestätigt wurde, konnte er bis zum 3. März 1861 nur eine Legislaturperioden im Kongress absolvieren. Diese war von den Ereignissen im Vorfeld des Bürgerkrieges geprägt.
Wegen des Austritts Virginias aus der Union wurde Martins Abgeordnetenmandat im Jahr 1861 nicht mehr neu besetzt. Damit erlosch der 13. Wahlbezirk seines Staates. Er wurde auch später nicht mehr neu gegründet, weil der neue Bundesstaat West Virginia auf Kosten des alten Staates eigene Kongresswahlbezirke erhielt. Während des Bürgerkrieges war Martin Hauptmann einer Freiwilligeneinheit, die zum Heer der Konföderation gehörte. Im Jahr 1870 zog er nach Dallas, wo er in der Zeitungsbranche tätig wurde. Dort ist er am 3. September 1876 auch verstorben.